# اونترواید

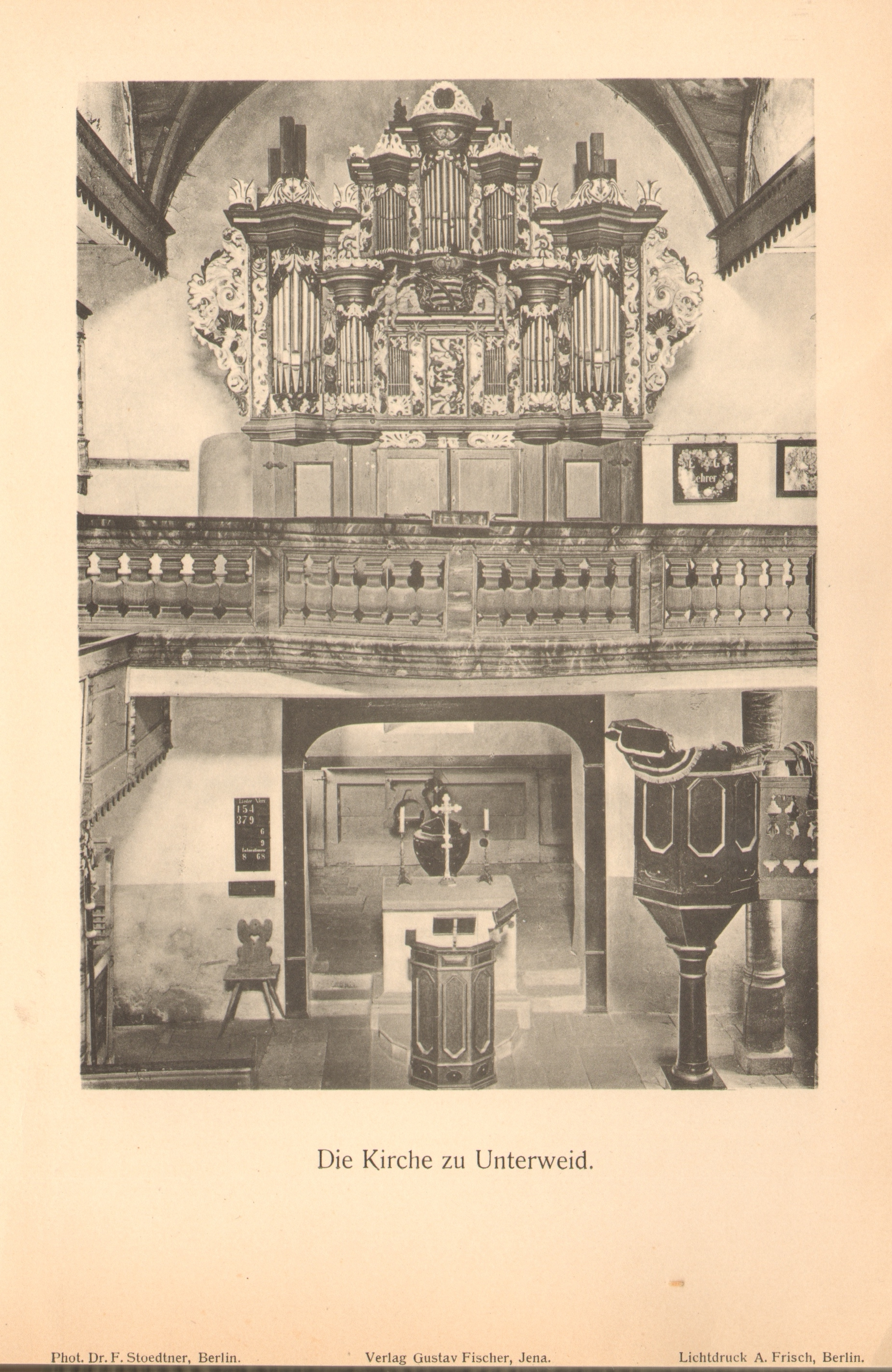
نمایی از محراب کلیسای شهر اونترواید

اونترواید (به آلمانی: Unterweid) یک شهر در آلمان است که در اشمالکالدن-ماینینگن واقع شده‌است. اونترواید ۵۰۱ نفر جمعیت دارد.